# Yassıçay
La rivière Yassıçay (rivière plate) est une rivière turque coupée par le barrage de Seferihisar dans le district de Seferihisar de la province d'İzmir. Au sortir du barrage, elle passe dans la ville de Seferihisar avant de se jeter dans la Mer Égée 4 km plus loin.